# Noël du Fail
Noël du Fail (* um 1520 in Saint-Erblon, Département Ille-et-Vilaine; † 7. Juli 1591 in Rennes) war ein französischer Schriftsteller der Renaissance. Er gilt als der bretonische Rabelais.

## Leben und Werk
Noël du Fail war der jüngste Sohn einer bretonischen Adelsfamilie. Er wuchs im Schloss Letard in Saint-Erblon auf. Zur Schule ging er in Vern-sur-Seiche. Ab 1540 studierte er an verschiedenen französischen Universitäten Rechtswissenschaft. 1544 verdingte er sich als Soldat und nahm südlich Turin an der Schlacht von Ceresole teil. Dann beendete er sein Studium. 1548 kehrte er nach Rennes zurück, heiratete günstig und machte eine Juristenkarriere am Parlament. Ihm gehörte der Hof La Hérissaye bei Pleumeleuc.
Du Fail ist als Verfasser von drei Büchern bekannt. 1547 veröffentlichte er bei Jean de Tournes in Lyon die Propos rustiques („Ländliche Gespräche“), eine Verteidigung des Landlebens, die Themen aus Antonio de Guevaras Menosprecio de corte y alabanza de aldea (Verachtung des Hofes und Lob des Dorfes) übernahm und in Darstellung und Sprache der Bauern als „realistisch“ eingestuft wurde.
Der dokumentarische Charakter von Du Fails Prosa ist noch ausgeprägter in Les Baliverneries (= Gerede) ou Contes nouveaux d’Eutrapel (Estienne Groulleau, Paris 1548), wo Du Fail Personen seines eigenen Standes in Szene setzte.
37 Jahre später erschienen 1585 in Rennes Les Contes et Discours d’Eutrapel als kunterbunte Sammlung sehr verschiedener Anekdoten, Satiren und moralischer Überlegungen nach Art von Montaigne, immer aber realistisch situiert im bretonischen Land- und Berufsleben. Dabei verarbeitete er zahlreiche Quellen wie etwa die Silva de varia lección des Pedro Mexía und ist seinerseits Vorläufer des Schelmenromans.
2011 kam es zur Gründung des Vereins der Freunde Noëls du Fail (L’association des Amis de Noël du Fail), der eine Internetseite unterhält.